# Брон Володимир Якимович
Брон Володимир Якимович (14 вересня 1909, Миколаїв — 1 жовтня 1985, Свердловськ) — український шаховий композитор, міжнародний гросмейстер  (1975). Міжнародний арбітр з шахової композиції (1956). Доктор технічних наук, професор.

## Історія
Учасник 8 особистих чемпіонатів СРСР і багатьох конкурсів, на яких удостоївся понад 440 відзнак, в тому числі 80 перших призів.
З 1924 опублікував майже 300 композицій (різножанрових), половина з яких — етюди, третина — триходові задачі. У триходових та багатоходових задачах надавав перевагу правильним матам.
Улюблений жанр — етюди, в яких Брон прагнув до рівної боротьби сторін, оригінальності та глибини задуму, витонченого вмотивування ходів. В етюді опрацював теми послідовного синтезу, загрози «вічного шаху», а в задачах — тему прихованого перекриття за допомогою чорного короля.

## Етюди
|   | a | b | c | d | e | f | g | h |   |
| 8 | c8 білий ферзь · b6 чорний пішак · d6 білий слон · e6 білий король · e5 біла тура · g5 білий кінь · d4 чорний король · g3 біла тура · a2 чорна тура · e2 чорний ферзь · b1 чорний кінь · f1 білий слон | c8 білий ферзь · b6 чорний пішак · d6 білий слон · e6 білий король · e5 біла тура · g5 білий кінь · d4 чорний король · g3 біла тура · a2 чорна тура · e2 чорний ферзь · b1 чорний кінь · f1 білий слон | c8 білий ферзь · b6 чорний пішак · d6 білий слон · e6 білий король · e5 біла тура · g5 білий кінь · d4 чорний король · g3 біла тура · a2 чорна тура · e2 чорний ферзь · b1 чорний кінь · f1 білий слон | c8 білий ферзь · b6 чорний пішак · d6 білий слон · e6 білий король · e5 біла тура · g5 білий кінь · d4 чорний король · g3 біла тура · a2 чорна тура · e2 чорний ферзь · b1 чорний кінь · f1 білий слон | c8 білий ферзь · b6 чорний пішак · d6 білий слон · e6 білий король · e5 біла тура · g5 білий кінь · d4 чорний король · g3 біла тура · a2 чорна тура · e2 чорний ферзь · b1 чорний кінь · f1 білий слон | c8 білий ферзь · b6 чорний пішак · d6 білий слон · e6 білий король · e5 біла тура · g5 білий кінь · d4 чорний король · g3 біла тура · a2 чорна тура · e2 чорний ферзь · b1 чорний кінь · f1 білий слон | c8 білий ферзь · b6 чорний пішак · d6 білий слон · e6 білий король · e5 біла тура · g5 білий кінь · d4 чорний король · g3 біла тура · a2 чорна тура · e2 чорний ферзь · b1 чорний кінь · f1 білий слон | c8 білий ферзь · b6 чорний пішак · d6 білий слон · e6 білий король · e5 біла тура · g5 білий кінь · d4 чорний король · g3 біла тура · a2 чорна тура · e2 чорний ферзь · b1 чорний кінь · f1 білий слон | 8 |
| 7 | c8 білий ферзь · b6 чорний пішак · d6 білий слон · e6 білий король · e5 біла тура · g5 білий кінь · d4 чорний король · g3 біла тура · a2 чорна тура · e2 чорний ферзь · b1 чорний кінь · f1 білий слон | c8 білий ферзь · b6 чорний пішак · d6 білий слон · e6 білий король · e5 біла тура · g5 білий кінь · d4 чорний король · g3 біла тура · a2 чорна тура · e2 чорний ферзь · b1 чорний кінь · f1 білий слон | c8 білий ферзь · b6 чорний пішак · d6 білий слон · e6 білий король · e5 біла тура · g5 білий кінь · d4 чорний король · g3 біла тура · a2 чорна тура · e2 чорний ферзь · b1 чорний кінь · f1 білий слон | c8 білий ферзь · b6 чорний пішак · d6 білий слон · e6 білий король · e5 біла тура · g5 білий кінь · d4 чорний король · g3 біла тура · a2 чорна тура · e2 чорний ферзь · b1 чорний кінь · f1 білий слон | c8 білий ферзь · b6 чорний пішак · d6 білий слон · e6 білий король · e5 біла тура · g5 білий кінь · d4 чорний король · g3 біла тура · a2 чорна тура · e2 чорний ферзь · b1 чорний кінь · f1 білий слон | c8 білий ферзь · b6 чорний пішак · d6 білий слон · e6 білий король · e5 біла тура · g5 білий кінь · d4 чорний король · g3 біла тура · a2 чорна тура · e2 чорний ферзь · b1 чорний кінь · f1 білий слон | c8 білий ферзь · b6 чорний пішак · d6 білий слон · e6 білий король · e5 біла тура · g5 білий кінь · d4 чорний король · g3 біла тура · a2 чорна тура · e2 чорний ферзь · b1 чорний кінь · f1 білий слон | c8 білий ферзь · b6 чорний пішак · d6 білий слон · e6 білий король · e5 біла тура · g5 білий кінь · d4 чорний король · g3 біла тура · a2 чорна тура · e2 чорний ферзь · b1 чорний кінь · f1 білий слон | 7 |
| 6 | c8 білий ферзь · b6 чорний пішак · d6 білий слон · e6 білий король · e5 біла тура · g5 білий кінь · d4 чорний король · g3 біла тура · a2 чорна тура · e2 чорний ферзь · b1 чорний кінь · f1 білий слон | c8 білий ферзь · b6 чорний пішак · d6 білий слон · e6 білий король · e5 біла тура · g5 білий кінь · d4 чорний король · g3 біла тура · a2 чорна тура · e2 чорний ферзь · b1 чорний кінь · f1 білий слон | c8 білий ферзь · b6 чорний пішак · d6 білий слон · e6 білий король · e5 біла тура · g5 білий кінь · d4 чорний король · g3 біла тура · a2 чорна тура · e2 чорний ферзь · b1 чорний кінь · f1 білий слон | c8 білий ферзь · b6 чорний пішак · d6 білий слон · e6 білий король · e5 біла тура · g5 білий кінь · d4 чорний король · g3 біла тура · a2 чорна тура · e2 чорний ферзь · b1 чорний кінь · f1 білий слон | c8 білий ферзь · b6 чорний пішак · d6 білий слон · e6 білий король · e5 біла тура · g5 білий кінь · d4 чорний король · g3 біла тура · a2 чорна тура · e2 чорний ферзь · b1 чорний кінь · f1 білий слон | c8 білий ферзь · b6 чорний пішак · d6 білий слон · e6 білий король · e5 біла тура · g5 білий кінь · d4 чорний король · g3 біла тура · a2 чорна тура · e2 чорний ферзь · b1 чорний кінь · f1 білий слон | c8 білий ферзь · b6 чорний пішак · d6 білий слон · e6 білий король · e5 біла тура · g5 білий кінь · d4 чорний король · g3 біла тура · a2 чорна тура · e2 чорний ферзь · b1 чорний кінь · f1 білий слон | c8 білий ферзь · b6 чорний пішак · d6 білий слон · e6 білий король · e5 біла тура · g5 білий кінь · d4 чорний король · g3 біла тура · a2 чорна тура · e2 чорний ферзь · b1 чорний кінь · f1 білий слон | 6 |
| 5 | c8 білий ферзь · b6 чорний пішак · d6 білий слон · e6 білий король · e5 біла тура · g5 білий кінь · d4 чорний король · g3 біла тура · a2 чорна тура · e2 чорний ферзь · b1 чорний кінь · f1 білий слон | c8 білий ферзь · b6 чорний пішак · d6 білий слон · e6 білий король · e5 біла тура · g5 білий кінь · d4 чорний король · g3 біла тура · a2 чорна тура · e2 чорний ферзь · b1 чорний кінь · f1 білий слон | c8 білий ферзь · b6 чорний пішак · d6 білий слон · e6 білий король · e5 біла тура · g5 білий кінь · d4 чорний король · g3 біла тура · a2 чорна тура · e2 чорний ферзь · b1 чорний кінь · f1 білий слон | c8 білий ферзь · b6 чорний пішак · d6 білий слон · e6 білий король · e5 біла тура · g5 білий кінь · d4 чорний король · g3 біла тура · a2 чорна тура · e2 чорний ферзь · b1 чорний кінь · f1 білий слон | c8 білий ферзь · b6 чорний пішак · d6 білий слон · e6 білий король · e5 біла тура · g5 білий кінь · d4 чорний король · g3 біла тура · a2 чорна тура · e2 чорний ферзь · b1 чорний кінь · f1 білий слон | c8 білий ферзь · b6 чорний пішак · d6 білий слон · e6 білий король · e5 біла тура · g5 білий кінь · d4 чорний король · g3 біла тура · a2 чорна тура · e2 чорний ферзь · b1 чорний кінь · f1 білий слон | c8 білий ферзь · b6 чорний пішак · d6 білий слон · e6 білий король · e5 біла тура · g5 білий кінь · d4 чорний король · g3 біла тура · a2 чорна тура · e2 чорний ферзь · b1 чорний кінь · f1 білий слон | c8 білий ферзь · b6 чорний пішак · d6 білий слон · e6 білий король · e5 біла тура · g5 білий кінь · d4 чорний король · g3 біла тура · a2 чорна тура · e2 чорний ферзь · b1 чорний кінь · f1 білий слон | 5 |
| 4 | c8 білий ферзь · b6 чорний пішак · d6 білий слон · e6 білий король · e5 біла тура · g5 білий кінь · d4 чорний король · g3 біла тура · a2 чорна тура · e2 чорний ферзь · b1 чорний кінь · f1 білий слон | c8 білий ферзь · b6 чорний пішак · d6 білий слон · e6 білий король · e5 біла тура · g5 білий кінь · d4 чорний король · g3 біла тура · a2 чорна тура · e2 чорний ферзь · b1 чорний кінь · f1 білий слон | c8 білий ферзь · b6 чорний пішак · d6 білий слон · e6 білий король · e5 біла тура · g5 білий кінь · d4 чорний король · g3 біла тура · a2 чорна тура · e2 чорний ферзь · b1 чорний кінь · f1 білий слон | c8 білий ферзь · b6 чорний пішак · d6 білий слон · e6 білий король · e5 біла тура · g5 білий кінь · d4 чорний король · g3 біла тура · a2 чорна тура · e2 чорний ферзь · b1 чорний кінь · f1 білий слон | c8 білий ферзь · b6 чорний пішак · d6 білий слон · e6 білий король · e5 біла тура · g5 білий кінь · d4 чорний король · g3 біла тура · a2 чорна тура · e2 чорний ферзь · b1 чорний кінь · f1 білий слон | c8 білий ферзь · b6 чорний пішак · d6 білий слон · e6 білий король · e5 біла тура · g5 білий кінь · d4 чорний король · g3 біла тура · a2 чорна тура · e2 чорний ферзь · b1 чорний кінь · f1 білий слон | c8 білий ферзь · b6 чорний пішак · d6 білий слон · e6 білий король · e5 біла тура · g5 білий кінь · d4 чорний король · g3 біла тура · a2 чорна тура · e2 чорний ферзь · b1 чорний кінь · f1 білий слон | c8 білий ферзь · b6 чорний пішак · d6 білий слон · e6 білий король · e5 біла тура · g5 білий кінь · d4 чорний король · g3 біла тура · a2 чорна тура · e2 чорний ферзь · b1 чорний кінь · f1 білий слон | 4 |
| 3 | c8 білий ферзь · b6 чорний пішак · d6 білий слон · e6 білий король · e5 біла тура · g5 білий кінь · d4 чорний король · g3 біла тура · a2 чорна тура · e2 чорний ферзь · b1 чорний кінь · f1 білий слон | c8 білий ферзь · b6 чорний пішак · d6 білий слон · e6 білий король · e5 біла тура · g5 білий кінь · d4 чорний король · g3 біла тура · a2 чорна тура · e2 чорний ферзь · b1 чорний кінь · f1 білий слон | c8 білий ферзь · b6 чорний пішак · d6 білий слон · e6 білий король · e5 біла тура · g5 білий кінь · d4 чорний король · g3 біла тура · a2 чорна тура · e2 чорний ферзь · b1 чорний кінь · f1 білий слон | c8 білий ферзь · b6 чорний пішак · d6 білий слон · e6 білий король · e5 біла тура · g5 білий кінь · d4 чорний король · g3 біла тура · a2 чорна тура · e2 чорний ферзь · b1 чорний кінь · f1 білий слон | c8 білий ферзь · b6 чорний пішак · d6 білий слон · e6 білий король · e5 біла тура · g5 білий кінь · d4 чорний король · g3 біла тура · a2 чорна тура · e2 чорний ферзь · b1 чорний кінь · f1 білий слон | c8 білий ферзь · b6 чорний пішак · d6 білий слон · e6 білий король · e5 біла тура · g5 білий кінь · d4 чорний король · g3 біла тура · a2 чорна тура · e2 чорний ферзь · b1 чорний кінь · f1 білий слон | c8 білий ферзь · b6 чорний пішак · d6 білий слон · e6 білий король · e5 біла тура · g5 білий кінь · d4 чорний король · g3 біла тура · a2 чорна тура · e2 чорний ферзь · b1 чорний кінь · f1 білий слон | c8 білий ферзь · b6 чорний пішак · d6 білий слон · e6 білий король · e5 біла тура · g5 білий кінь · d4 чорний король · g3 біла тура · a2 чорна тура · e2 чорний ферзь · b1 чорний кінь · f1 білий слон | 3 |
| 2 | c8 білий ферзь · b6 чорний пішак · d6 білий слон · e6 білий король · e5 біла тура · g5 білий кінь · d4 чорний король · g3 біла тура · a2 чорна тура · e2 чорний ферзь · b1 чорний кінь · f1 білий слон | c8 білий ферзь · b6 чорний пішак · d6 білий слон · e6 білий король · e5 біла тура · g5 білий кінь · d4 чорний король · g3 біла тура · a2 чорна тура · e2 чорний ферзь · b1 чорний кінь · f1 білий слон | c8 білий ферзь · b6 чорний пішак · d6 білий слон · e6 білий король · e5 біла тура · g5 білий кінь · d4 чорний король · g3 біла тура · a2 чорна тура · e2 чорний ферзь · b1 чорний кінь · f1 білий слон | c8 білий ферзь · b6 чорний пішак · d6 білий слон · e6 білий король · e5 біла тура · g5 білий кінь · d4 чорний король · g3 біла тура · a2 чорна тура · e2 чорний ферзь · b1 чорний кінь · f1 білий слон | c8 білий ферзь · b6 чорний пішак · d6 білий слон · e6 білий король · e5 біла тура · g5 білий кінь · d4 чорний король · g3 біла тура · a2 чорна тура · e2 чорний ферзь · b1 чорний кінь · f1 білий слон | c8 білий ферзь · b6 чорний пішак · d6 білий слон · e6 білий король · e5 біла тура · g5 білий кінь · d4 чорний король · g3 біла тура · a2 чорна тура · e2 чорний ферзь · b1 чорний кінь · f1 білий слон | c8 білий ферзь · b6 чорний пішак · d6 білий слон · e6 білий король · e5 біла тура · g5 білий кінь · d4 чорний король · g3 біла тура · a2 чорна тура · e2 чорний ферзь · b1 чорний кінь · f1 білий слон | c8 білий ферзь · b6 чорний пішак · d6 білий слон · e6 білий король · e5 біла тура · g5 білий кінь · d4 чорний король · g3 біла тура · a2 чорна тура · e2 чорний ферзь · b1 чорний кінь · f1 білий слон | 2 |
| 1 | c8 білий ферзь · b6 чорний пішак · d6 білий слон · e6 білий король · e5 біла тура · g5 білий кінь · d4 чорний король · g3 біла тура · a2 чорна тура · e2 чорний ферзь · b1 чорний кінь · f1 білий слон | c8 білий ферзь · b6 чорний пішак · d6 білий слон · e6 білий король · e5 біла тура · g5 білий кінь · d4 чорний король · g3 біла тура · a2 чорна тура · e2 чорний ферзь · b1 чорний кінь · f1 білий слон | c8 білий ферзь · b6 чорний пішак · d6 білий слон · e6 білий король · e5 біла тура · g5 білий кінь · d4 чорний король · g3 біла тура · a2 чорна тура · e2 чорний ферзь · b1 чорний кінь · f1 білий слон | c8 білий ферзь · b6 чорний пішак · d6 білий слон · e6 білий король · e5 біла тура · g5 білий кінь · d4 чорний король · g3 біла тура · a2 чорна тура · e2 чорний ферзь · b1 чорний кінь · f1 білий слон | c8 білий ферзь · b6 чорний пішак · d6 білий слон · e6 білий король · e5 біла тура · g5 білий кінь · d4 чорний король · g3 біла тура · a2 чорна тура · e2 чорний ферзь · b1 чорний кінь · f1 білий слон | c8 білий ферзь · b6 чорний пішак · d6 білий слон · e6 білий король · e5 біла тура · g5 білий кінь · d4 чорний король · g3 біла тура · a2 чорна тура · e2 чорний ферзь · b1 чорний кінь · f1 білий слон | c8 білий ферзь · b6 чорний пішак · d6 білий слон · e6 білий король · e5 біла тура · g5 білий кінь · d4 чорний король · g3 біла тура · a2 чорна тура · e2 чорний ферзь · b1 чорний кінь · f1 білий слон | c8 білий ферзь · b6 чорний пішак · d6 білий слон · e6 білий король · e5 біла тура · g5 білий кінь · d4 чорний король · g3 біла тура · a2 чорна тура · e2 чорний ферзь · b1 чорний кінь · f1 білий слон | 1 |
|   | a | b | c | d | e | f | g | h |   |

Розв'язок: 1. фh8!
1… Фс4+ 2.Тd5x
1… Ф: е5+ 2. Ф: е5x
1… Фе4 2. Т: e4x
1… Фg4+ 2. Tf5x
1… Крс4 2.фh4x  зі зв'язуванням ферзя.
Іншого захисту від загрози 2.Те4++ у чорних немає.

____________________________________________________________________________________________________
Свердловськ (півфінал) 
ІІ місце
|   | a | b | c | d | e | f | g | h |   |
| 8 | b8 чорний король · a7 чорний кінь · b7 чорний пішак · g7 білий король · b6 білий пішак · d5 чорний ферзь · e5 білий пішак · f5 чорний пішак · c4 біла тура · g3 білий слон · g2 білий пішак · b1 чорний слон | b8 чорний король · a7 чорний кінь · b7 чорний пішак · g7 білий король · b6 білий пішак · d5 чорний ферзь · e5 білий пішак · f5 чорний пішак · c4 біла тура · g3 білий слон · g2 білий пішак · b1 чорний слон | b8 чорний король · a7 чорний кінь · b7 чорний пішак · g7 білий король · b6 білий пішак · d5 чорний ферзь · e5 білий пішак · f5 чорний пішак · c4 біла тура · g3 білий слон · g2 білий пішак · b1 чорний слон | b8 чорний король · a7 чорний кінь · b7 чорний пішак · g7 білий король · b6 білий пішак · d5 чорний ферзь · e5 білий пішак · f5 чорний пішак · c4 біла тура · g3 білий слон · g2 білий пішак · b1 чорний слон | b8 чорний король · a7 чорний кінь · b7 чорний пішак · g7 білий король · b6 білий пішак · d5 чорний ферзь · e5 білий пішак · f5 чорний пішак · c4 біла тура · g3 білий слон · g2 білий пішак · b1 чорний слон | b8 чорний король · a7 чорний кінь · b7 чорний пішак · g7 білий король · b6 білий пішак · d5 чорний ферзь · e5 білий пішак · f5 чорний пішак · c4 біла тура · g3 білий слон · g2 білий пішак · b1 чорний слон | b8 чорний король · a7 чорний кінь · b7 чорний пішак · g7 білий король · b6 білий пішак · d5 чорний ферзь · e5 білий пішак · f5 чорний пішак · c4 біла тура · g3 білий слон · g2 білий пішак · b1 чорний слон | b8 чорний король · a7 чорний кінь · b7 чорний пішак · g7 білий король · b6 білий пішак · d5 чорний ферзь · e5 білий пішак · f5 чорний пішак · c4 біла тура · g3 білий слон · g2 білий пішак · b1 чорний слон | 8 |
| 7 | b8 чорний король · a7 чорний кінь · b7 чорний пішак · g7 білий король · b6 білий пішак · d5 чорний ферзь · e5 білий пішак · f5 чорний пішак · c4 біла тура · g3 білий слон · g2 білий пішак · b1 чорний слон | b8 чорний король · a7 чорний кінь · b7 чорний пішак · g7 білий король · b6 білий пішак · d5 чорний ферзь · e5 білий пішак · f5 чорний пішак · c4 біла тура · g3 білий слон · g2 білий пішак · b1 чорний слон | b8 чорний король · a7 чорний кінь · b7 чорний пішак · g7 білий король · b6 білий пішак · d5 чорний ферзь · e5 білий пішак · f5 чорний пішак · c4 біла тура · g3 білий слон · g2 білий пішак · b1 чорний слон | b8 чорний король · a7 чорний кінь · b7 чорний пішак · g7 білий король · b6 білий пішак · d5 чорний ферзь · e5 білий пішак · f5 чорний пішак · c4 біла тура · g3 білий слон · g2 білий пішак · b1 чорний слон | b8 чорний король · a7 чорний кінь · b7 чорний пішак · g7 білий король · b6 білий пішак · d5 чорний ферзь · e5 білий пішак · f5 чорний пішак · c4 біла тура · g3 білий слон · g2 білий пішак · b1 чорний слон | b8 чорний король · a7 чорний кінь · b7 чорний пішак · g7 білий король · b6 білий пішак · d5 чорний ферзь · e5 білий пішак · f5 чорний пішак · c4 біла тура · g3 білий слон · g2 білий пішак · b1 чорний слон | b8 чорний король · a7 чорний кінь · b7 чорний пішак · g7 білий король · b6 білий пішак · d5 чорний ферзь · e5 білий пішак · f5 чорний пішак · c4 біла тура · g3 білий слон · g2 білий пішак · b1 чорний слон | b8 чорний король · a7 чорний кінь · b7 чорний пішак · g7 білий король · b6 білий пішак · d5 чорний ферзь · e5 білий пішак · f5 чорний пішак · c4 біла тура · g3 білий слон · g2 білий пішак · b1 чорний слон | 7 |
| 6 | b8 чорний король · a7 чорний кінь · b7 чорний пішак · g7 білий король · b6 білий пішак · d5 чорний ферзь · e5 білий пішак · f5 чорний пішак · c4 біла тура · g3 білий слон · g2 білий пішак · b1 чорний слон | b8 чорний король · a7 чорний кінь · b7 чорний пішак · g7 білий король · b6 білий пішак · d5 чорний ферзь · e5 білий пішак · f5 чорний пішак · c4 біла тура · g3 білий слон · g2 білий пішак · b1 чорний слон | b8 чорний король · a7 чорний кінь · b7 чорний пішак · g7 білий король · b6 білий пішак · d5 чорний ферзь · e5 білий пішак · f5 чорний пішак · c4 біла тура · g3 білий слон · g2 білий пішак · b1 чорний слон | b8 чорний король · a7 чорний кінь · b7 чорний пішак · g7 білий король · b6 білий пішак · d5 чорний ферзь · e5 білий пішак · f5 чорний пішак · c4 біла тура · g3 білий слон · g2 білий пішак · b1 чорний слон | b8 чорний король · a7 чорний кінь · b7 чорний пішак · g7 білий король · b6 білий пішак · d5 чорний ферзь · e5 білий пішак · f5 чорний пішак · c4 біла тура · g3 білий слон · g2 білий пішак · b1 чорний слон | b8 чорний король · a7 чорний кінь · b7 чорний пішак · g7 білий король · b6 білий пішак · d5 чорний ферзь · e5 білий пішак · f5 чорний пішак · c4 біла тура · g3 білий слон · g2 білий пішак · b1 чорний слон | b8 чорний король · a7 чорний кінь · b7 чорний пішак · g7 білий король · b6 білий пішак · d5 чорний ферзь · e5 білий пішак · f5 чорний пішак · c4 біла тура · g3 білий слон · g2 білий пішак · b1 чорний слон | b8 чорний король · a7 чорний кінь · b7 чорний пішак · g7 білий король · b6 білий пішак · d5 чорний ферзь · e5 білий пішак · f5 чорний пішак · c4 біла тура · g3 білий слон · g2 білий пішак · b1 чорний слон | 6 |
| 5 | b8 чорний король · a7 чорний кінь · b7 чорний пішак · g7 білий король · b6 білий пішак · d5 чорний ферзь · e5 білий пішак · f5 чорний пішак · c4 біла тура · g3 білий слон · g2 білий пішак · b1 чорний слон | b8 чорний король · a7 чорний кінь · b7 чорний пішак · g7 білий король · b6 білий пішак · d5 чорний ферзь · e5 білий пішак · f5 чорний пішак · c4 біла тура · g3 білий слон · g2 білий пішак · b1 чорний слон | b8 чорний король · a7 чорний кінь · b7 чорний пішак · g7 білий король · b6 білий пішак · d5 чорний ферзь · e5 білий пішак · f5 чорний пішак · c4 біла тура · g3 білий слон · g2 білий пішак · b1 чорний слон | b8 чорний король · a7 чорний кінь · b7 чорний пішак · g7 білий король · b6 білий пішак · d5 чорний ферзь · e5 білий пішак · f5 чорний пішак · c4 біла тура · g3 білий слон · g2 білий пішак · b1 чорний слон | b8 чорний король · a7 чорний кінь · b7 чорний пішак · g7 білий король · b6 білий пішак · d5 чорний ферзь · e5 білий пішак · f5 чорний пішак · c4 біла тура · g3 білий слон · g2 білий пішак · b1 чорний слон | b8 чорний король · a7 чорний кінь · b7 чорний пішак · g7 білий король · b6 білий пішак · d5 чорний ферзь · e5 білий пішак · f5 чорний пішак · c4 біла тура · g3 білий слон · g2 білий пішак · b1 чорний слон | b8 чорний король · a7 чорний кінь · b7 чорний пішак · g7 білий король · b6 білий пішак · d5 чорний ферзь · e5 білий пішак · f5 чорний пішак · c4 біла тура · g3 білий слон · g2 білий пішак · b1 чорний слон | b8 чорний король · a7 чорний кінь · b7 чорний пішак · g7 білий король · b6 білий пішак · d5 чорний ферзь · e5 білий пішак · f5 чорний пішак · c4 біла тура · g3 білий слон · g2 білий пішак · b1 чорний слон | 5 |
| 4 | b8 чорний король · a7 чорний кінь · b7 чорний пішак · g7 білий король · b6 білий пішак · d5 чорний ферзь · e5 білий пішак · f5 чорний пішак · c4 біла тура · g3 білий слон · g2 білий пішак · b1 чорний слон | b8 чорний король · a7 чорний кінь · b7 чорний пішак · g7 білий король · b6 білий пішак · d5 чорний ферзь · e5 білий пішак · f5 чорний пішак · c4 біла тура · g3 білий слон · g2 білий пішак · b1 чорний слон | b8 чорний король · a7 чорний кінь · b7 чорний пішак · g7 білий король · b6 білий пішак · d5 чорний ферзь · e5 білий пішак · f5 чорний пішак · c4 біла тура · g3 білий слон · g2 білий пішак · b1 чорний слон | b8 чорний король · a7 чорний кінь · b7 чорний пішак · g7 білий король · b6 білий пішак · d5 чорний ферзь · e5 білий пішак · f5 чорний пішак · c4 біла тура · g3 білий слон · g2 білий пішак · b1 чорний слон | b8 чорний король · a7 чорний кінь · b7 чорний пішак · g7 білий король · b6 білий пішак · d5 чорний ферзь · e5 білий пішак · f5 чорний пішак · c4 біла тура · g3 білий слон · g2 білий пішак · b1 чорний слон | b8 чорний король · a7 чорний кінь · b7 чорний пішак · g7 білий король · b6 білий пішак · d5 чорний ферзь · e5 білий пішак · f5 чорний пішак · c4 біла тура · g3 білий слон · g2 білий пішак · b1 чорний слон | b8 чорний король · a7 чорний кінь · b7 чорний пішак · g7 білий король · b6 білий пішак · d5 чорний ферзь · e5 білий пішак · f5 чорний пішак · c4 біла тура · g3 білий слон · g2 білий пішак · b1 чорний слон | b8 чорний король · a7 чорний кінь · b7 чорний пішак · g7 білий король · b6 білий пішак · d5 чорний ферзь · e5 білий пішак · f5 чорний пішак · c4 біла тура · g3 білий слон · g2 білий пішак · b1 чорний слон | 4 |
| 3 | b8 чорний король · a7 чорний кінь · b7 чорний пішак · g7 білий король · b6 білий пішак · d5 чорний ферзь · e5 білий пішак · f5 чорний пішак · c4 біла тура · g3 білий слон · g2 білий пішак · b1 чорний слон | b8 чорний король · a7 чорний кінь · b7 чорний пішак · g7 білий король · b6 білий пішак · d5 чорний ферзь · e5 білий пішак · f5 чорний пішак · c4 біла тура · g3 білий слон · g2 білий пішак · b1 чорний слон | b8 чорний король · a7 чорний кінь · b7 чорний пішак · g7 білий король · b6 білий пішак · d5 чорний ферзь · e5 білий пішак · f5 чорний пішак · c4 біла тура · g3 білий слон · g2 білий пішак · b1 чорний слон | b8 чорний король · a7 чорний кінь · b7 чорний пішак · g7 білий король · b6 білий пішак · d5 чорний ферзь · e5 білий пішак · f5 чорний пішак · c4 біла тура · g3 білий слон · g2 білий пішак · b1 чорний слон | b8 чорний король · a7 чорний кінь · b7 чорний пішак · g7 білий король · b6 білий пішак · d5 чорний ферзь · e5 білий пішак · f5 чорний пішак · c4 біла тура · g3 білий слон · g2 білий пішак · b1 чорний слон | b8 чорний король · a7 чорний кінь · b7 чорний пішак · g7 білий король · b6 білий пішак · d5 чорний ферзь · e5 білий пішак · f5 чорний пішак · c4 біла тура · g3 білий слон · g2 білий пішак · b1 чорний слон | b8 чорний король · a7 чорний кінь · b7 чорний пішак · g7 білий король · b6 білий пішак · d5 чорний ферзь · e5 білий пішак · f5 чорний пішак · c4 біла тура · g3 білий слон · g2 білий пішак · b1 чорний слон | b8 чорний король · a7 чорний кінь · b7 чорний пішак · g7 білий король · b6 білий пішак · d5 чорний ферзь · e5 білий пішак · f5 чорний пішак · c4 біла тура · g3 білий слон · g2 білий пішак · b1 чорний слон | 3 |
| 2 | b8 чорний король · a7 чорний кінь · b7 чорний пішак · g7 білий король · b6 білий пішак · d5 чорний ферзь · e5 білий пішак · f5 чорний пішак · c4 біла тура · g3 білий слон · g2 білий пішак · b1 чорний слон | b8 чорний король · a7 чорний кінь · b7 чорний пішак · g7 білий король · b6 білий пішак · d5 чорний ферзь · e5 білий пішак · f5 чорний пішак · c4 біла тура · g3 білий слон · g2 білий пішак · b1 чорний слон | b8 чорний король · a7 чорний кінь · b7 чорний пішак · g7 білий король · b6 білий пішак · d5 чорний ферзь · e5 білий пішак · f5 чорний пішак · c4 біла тура · g3 білий слон · g2 білий пішак · b1 чорний слон | b8 чорний король · a7 чорний кінь · b7 чорний пішак · g7 білий король · b6 білий пішак · d5 чорний ферзь · e5 білий пішак · f5 чорний пішак · c4 біла тура · g3 білий слон · g2 білий пішак · b1 чорний слон | b8 чорний король · a7 чорний кінь · b7 чорний пішак · g7 білий король · b6 білий пішак · d5 чорний ферзь · e5 білий пішак · f5 чорний пішак · c4 біла тура · g3 білий слон · g2 білий пішак · b1 чорний слон | b8 чорний король · a7 чорний кінь · b7 чорний пішак · g7 білий король · b6 білий пішак · d5 чорний ферзь · e5 білий пішак · f5 чорний пішак · c4 біла тура · g3 білий слон · g2 білий пішак · b1 чорний слон | b8 чорний король · a7 чорний кінь · b7 чорний пішак · g7 білий король · b6 білий пішак · d5 чорний ферзь · e5 білий пішак · f5 чорний пішак · c4 біла тура · g3 білий слон · g2 білий пішак · b1 чорний слон | b8 чорний король · a7 чорний кінь · b7 чорний пішак · g7 білий король · b6 білий пішак · d5 чорний ферзь · e5 білий пішак · f5 чорний пішак · c4 біла тура · g3 білий слон · g2 білий пішак · b1 чорний слон | 2 |
| 1 | b8 чорний король · a7 чорний кінь · b7 чорний пішак · g7 білий король · b6 білий пішак · d5 чорний ферзь · e5 білий пішак · f5 чорний пішак · c4 біла тура · g3 білий слон · g2 білий пішак · b1 чорний слон | b8 чорний король · a7 чорний кінь · b7 чорний пішак · g7 білий король · b6 білий пішак · d5 чорний ферзь · e5 білий пішак · f5 чорний пішак · c4 біла тура · g3 білий слон · g2 білий пішак · b1 чорний слон | b8 чорний король · a7 чорний кінь · b7 чорний пішак · g7 білий король · b6 білий пішак · d5 чорний ферзь · e5 білий пішак · f5 чорний пішак · c4 біла тура · g3 білий слон · g2 білий пішак · b1 чорний слон | b8 чорний король · a7 чорний кінь · b7 чорний пішак · g7 білий король · b6 білий пішак · d5 чорний ферзь · e5 білий пішак · f5 чорний пішак · c4 біла тура · g3 білий слон · g2 білий пішак · b1 чорний слон | b8 чорний король · a7 чорний кінь · b7 чорний пішак · g7 білий король · b6 білий пішак · d5 чорний ферзь · e5 білий пішак · f5 чорний пішак · c4 біла тура · g3 білий слон · g2 білий пішак · b1 чорний слон | b8 чорний король · a7 чорний кінь · b7 чорний пішак · g7 білий король · b6 білий пішак · d5 чорний ферзь · e5 білий пішак · f5 чорний пішак · c4 біла тура · g3 білий слон · g2 білий пішак · b1 чорний слон | b8 чорний король · a7 чорний кінь · b7 чорний пішак · g7 білий король · b6 білий пішак · d5 чорний ферзь · e5 білий пішак · f5 чорний пішак · c4 біла тура · g3 білий слон · g2 білий пішак · b1 чорний слон | b8 чорний король · a7 чорний кінь · b7 чорний пішак · g7 білий король · b6 білий пішак · d5 чорний ферзь · e5 білий пішак · f5 чорний пішак · c4 біла тура · g3 білий слон · g2 білий пішак · b1 чорний слон | 1 |
|   | a | b | c | d | e | f | g | h |   |

Розв'язок:
1.e6+ f4
2. C: f4+ Kрa8
3. Ta4 Ф: g2+
4.Крf8 Фa2
5.T: a2 C: a2
6.e7 Cf7
7.Kр: f7 Kc8
8.e8K (8.e8Ф (T)? — пат, 8.e8C? Kd6+.)
8… K: b6 9. Kc7+ Kрb8 10.Kd5+ Kрa7 11.Ce3 з виграшем

______________________________________________________________________________________________________
Твори:
- Етюди в зб. «Радянський шаховий етюд», М., 1955 (рос. мовою);

- Вибрані етюди і задачі. М., 1969;

- У пошуках шахової істини. Свердловськ, 1979 (співавтор, рос. мовою).